# 12 октября
12 октября — 285-й день года (286-й в високосные годы) по григорианскому календарю.
До конца года остаётся 80 дней.
До 15 октября 1582 года — 12 октября по юлианскому календарю, с 15 октября 1582 года — 12 октября по григорианскому календарю.
В XX и XXI веках соответствует 29 сентября по юлианскому календарю.

## Праздники и памятные дни

### Национальные
- В странах Америки и в Испании одно событие — открытие Америки — отмечается под разными названиями:
  -  Аргентина — День уважения культурных различий.
  -  Багамские Острова — День национальных героев, или Открытие Америки.
  -  Белиз — Панамериканский день и День Колумба.
  -  Боливия,  Мексика,  Чили — Открытие Америки.
  -  Венесуэла — День индейского сопротивления.
  -  Гватемала,  Гондурас,  Сальвадор,  Колумбия — День расы, или День Испанидад.
  -  Испания — День испанской нации.
  -  Коста-Рика — День встречи культур.
  -  Перу,  Уругвай — День Америк.
  -  США — День Колумба.
- Бразилия — День детей.
- Испания — День Вооружённых сил.
- Экваториальная Гвинея — День Независимости.
- Россия — Дeнь мeдицинcкoй cлужбы МВД ΡФ

### Религиозные
Православие
 — Память преподобного Кириака отшельника (556 год);
 — память священномученика Иоанна, архиепископа Рижского (1934 год);
 — память мучеников Дады, Гаведдая и Каздои (IV век);
 — память преподобного Феофана Милостивого;
 — память священномученика Михаила Красноцветова.

## События

### До XIX века
- 782 год до н. э. — урартским царём Аргишти I основан город Ереван.[источник не указан 1007 дней]
- 539 год до н. э. — персидские войска заняли Вавилон.[источник не указан 1007 дней]
- 322 год до н. э. — афинский оратор и политик Демосфен, преследуемый врагами, покончил с собой, приняв яд[6].
- 680 — битва при Кербеле, в ходе которой Омейяды разбили внука пророка Мухаммеда Хусейна ибн Али.
- 1285 — в Мюнхене за отказ принять крещение казнены 180 евреев.
- 1492 — экспедиция Христофора Колумба достигла острова Сан-Сальвадор. Это считается официальной датой «открытия Америки».
- 1609 — в Лондоне впервые в мире напечатана светская песня — «Три слепых мышонка».
- 1634 — наводнение Бурхарди.
- 1758 — на карте штата Виргиния (США) появился новый город Лисберг[7].
- 1775 — день создания Военно-морских сил США.
- 1787 — Кинбурнская баталия.

### XIX век
- 1810 — первый Октоберфест: Жители Мюнхена приглашены на празднование свадьбы кронпринца Людвига Баварского и принцессы Терезы Саксен-Гильдбурггаузенской.
- 1813 
  - Гюлистанский мирный договор между Российской империей и Персией, завершивший русско-персидскую войну (1804—1813).
  - В Парагвае упразднена Верховная хунта, вместо неё государство возглавили два консула, которые должны были меняться раз в четыре месяца. Ими стали Хосе Гаспар Родригес де Франсия и Фульхенсио Йегрос.
- 1822 — Педру I провозглашён императором Бразильской Империи, Бразилия получила независимость от Португалии.
- 1871 — президент США Улисс Грант запретил Ку-клукс-клан и приказал арестовать лидеров этой организации.
- 1884 — испанцами основан самый южный город Земли — Ушуая.
- 1899 — Бурские Республики Южной Африки объявляют войну Англии.

### XX век
- 1901 — Теодор Рузвельт официально присвоил резиденции президента США название Белый дом.
- 1905 — в Париже открылась первая Генеральная конференция Международной федерации аэронавтики.
- 1909 — в Москве открыт памятник первопечатнику Ивану Фёдорову (скульптор С. М. Волнухин).
- 1924
  - Образована Молдавская АССР в составе Украины.
  - Первое Всесоюзное испытание воздухоплавателей (8 аэростатов).
- 1928 — первое выступление созданного при Центральном доме Красной армии им. М. В. Фрунзе Ансамбля красноармейской песни.
- 1929
  - конвенция по унификации правил международных воздушных перевозок, Варшава.
  - начало Сунгарийской операции во время Дальневосточного конфликта между СССР и Китаем.
- 1931 — открытие и освящение статуи Спасителя на вершине холма Корковаду, считающейся символом Рио-де-Жанейро.
- 1940 — в Москве открыт Концертный зал имени П. И. Чайковского.
- 1953 — Фидель Кастро закончил свою речь на суде по делу захвата казарм Монкады словами «История меня оправдает!».
- 1956 — состоялся первый пассажирский рейс на самолёте Ту-104 по международной воздушной линии Москва — Прага.
- 1958 — в газете «Советский патриот» впервые появился лозунг «Планы партии — планы народа!».
- 1960 
  - На 15-й ассамблее ООН имел место курьёзный инцидент с Никитой Хрущёвым и его ботинком.
  - Во время телевизионных дебатов председатель Японской социалистической партии Инэдзиро Асанума был смертельно ранен 17-летним студентом Отоей Ямагути.
- 1964 — с космодрома Байконур запущен трёхместный космический корабль «Восход-1». Впервые осуществлён полёт многоместного корабля, также впервые полёт осуществлялся без скафандров.
- 1968
  - В Мехико открылись XIX Олимпийские игры.
  - Экваториальная Гвинея получила независимость от Испании.
- 1970 — на экраны вышел фильм Глеба Панфилова «Начало», в котором играли Инна Чурикова, Валентина Теличкина, Михаил Кононов, Леонид Куравлёв.
- 1971
  - На Бродвее прошла премьера рок-оперы «Иисус Христос — суперзвезда».
  - Начало торжественных общегосударственных мероприятий в ознаменование празднования юбилея (2500-летие) со дня основания первой Персидской империи.
- 1976 — катастрофа «Каравеллы» близ Бомбея, погибли 95 человек.
- 1978 — член английской панк-группы «Sex Pistols» Сид Вишес арестован в Нью-Йорке по обвинению в смерти его подруги Нэнси Спанген.
- 1982 — состоялся Лондонский парад Победы.
- 1984 — Взрыв в отеле «Гранд-Брайтон», целью нападения было убийство премьер-министра Маргарет Тэтчер и членов британского кабинета министров.
- 1989 — конгресс США принял закон об ответственности за надругательство над флагом.
- 1991 — состоялся дебют новой музыкальной группы «Каникулы» на сцене программы «Звуковая дорожка», ровно через два месяца 12.12.1991 группа «Каникулы» дебютировала в программе «Утренняя звезда» уже под названием — «Лицей», решение сменить название коллектива пришло буквально за кулисами программы[8].
- 1992 — землетрясение магнитудой 5.8 в Каире, более 500 погибших.
- 1994 — межпланетная станция НАСА «Магеллан», работавшая с 1989 года, сгорела в атмосфере Венеры
- 1999 — в Сараево родился 6-миллиардный житель Земли.
- 2000 
  - Линчевание в Рамалле.
  - Нападение исламистских террористов на американский эсминец USS Cole.

### XXI век
- 2002 — взрывы на Бали: в результате атаки на ночные клубы и американское консульство погибло 202 человека.
- 2003
  - Открылась Циньшэньская ВСМ — первая китайская высокоскоростная железнодорожная магистраль.
  - Михаэль Шумахер стал первым в истории гонок «Формула-1» 6-кратным чемпионом мира, побив рекорд Хуана Мануэля Фанхио.
- 2010 — катастрофа на железнодорожном переезде в Никопольском районе, 45 погибших, крупнейшее ДТП в истории независимой Украины.

## Родились

### До XVIII века
- 1350 — Дмитрий Донской (ум. 1389), князь Московский (с 1359) и великий князь Владимирский (с 1363).
- 1537 — Эдуард VI (ум. 1553), король Англии и Ирландии (с 1547), единственный выживший сын Генриха VIII.
- 1627 — Адриан (в миру Андрей; ум. 1700), патриарх Московский и всея Руси (с 1690).

### XVIII век
- 1705 — Эммануэль Эре (ум. 1763), французский архитектор.
- 1767 — Сергей Тучков (ум. 1839), российский военачальник и государственный деятель, сенатор, генерал-лейтенант.
- 1771 — Михаил Милорадович (ум. 1825), российский генерал, участник войн с Наполеоном, градоначальник Петербурга.
- 1781 — Андрей Тургенев (ум. 1803), русский поэт, переводчик.
- 1796 — граф Михаил Муравьёв (ум. 1866), российский государственный, общественный и военный деятель.
- 1798 — Педру I (ум. 1834), император Бразильской империи (1822—1831).

### XIX век
- 1812 — Асканио Собреро (ум. 1888), итальянский химик, первым получивший нитроглицерин.
- 1815 — Джозеф Итон (ум. 1896), американский военный и художник.
- 1824 — Карл Маевский (ум. 1897), русский академик архитектуры, инженер-архитектор.
- 1836 — Дмитрий Аверкиев (ум. 1905), русский драматург, беллетрист, театральный критик, переводчик.
- 1857 — Роман Кондратенко (погиб в 1904), русский военный инженер, герой обороны Порт-Артура, генерал-лейтенант (посмертно).
- 1860 — Элмер Сперри (ум. 1930), американский изобретатель и предприниматель.
- 1865 — Артур Гарден (ум. 1940), английский биохимик, открывший коферменты, лауреат Нобелевской премии (1929).
- 1868 — Август Хорьх (ум. 1951), немецкий конструктор, один из пионеров автомобильной промышленности.
- 1875 — Алистер Кроули (ум. 1947), английский поэт, мистик, один из идеологов оккультизма и сатанизма.
- 1885 — Михаил Багриновский (ум. 1966), российский и советский композитор и дирижёр.
- 1896 — Эудженио Монтале (ум. 1981), итальянский поэт, прозаик, литературный критик, лауреат Нобелевской премии (1975).

### XX век
- 1903 — Серж Бриньоли (ум. 2002), швейцарский художник, скульптор и коллекционер.
- 1912 — Григорий Кравченко (погиб в 1943), советский лётчик-ас, генерал-лейтенант авиации, дважды Герой Советского Союза.
- 1913 — Пьер де Шрайдер, французский борец коммунистического сопротивления.
- 1917 — Роке Масполи (ум. 2004), уругвайский футболист (вратарь), чемпион мира (1950).
- 1919 — Виктор Бучин (ум. 2017), советский лыжник, заслуженный тренер СССР.
- 1921 — Ярослав Дробный (ум. 2001), чешский и египетский теннисист и хоккеист, чемпион мира по хоккею (1947), победитель трёх турниров Большого шлема в одиночном разряде.
- 1926
  - Нариндер Капани (ум. 2020), американский физик индийского происхождения, один из основоположников волоконной оптики.
  - Никита Симонян, советский футболист и футбольный тренер, олимпийский чемпион (1956).
- 1928
  - Анатолий Алексеев (ум. 2007), советский и российский геофизик, академик, директор Вычислительного центра СО РАН.
  - Рангел Вылчанов (ум. 2013), болгарский кинорежиссёр, сценарист и актёр.
  - Дживан Гаспарян (ум. 2021), армянский музыкант и композитор, мастер игры на дудуке.
- 1929 — Ролан Быков (ум. 1998), актёр и режиссёр театра и кино, сценарист, педагог, народный артист СССР.
- 1931 — Евгений Карелов (ум. 1977), советский кинорежиссёр и сценарист.
- 1934
  - Елена Бурлакова (ум. 2016), советский и российский биолог.
  - Ричард Мейер, американский архитектор-авангардист, лауреат Притцкеровской премии.
  - Юрий Щербак, советский и украинский писатель, учёный-эпидемиолог, политик и дипломат.
- 1935 — Лучано Паваротти (ум. 2007), итальянский оперный певец (тенор), лауреат премии «Грэмми» и др. наград.
- 1937 — Степан Хмара (ум. 2024), украинский политический деятель, советский диссидент и политзаключённый, Герой Украины (2006).
- 1939 — Юрий Васильев (ум. 1999), советский и российский актёр театра и кино, народный артист РФ.
- 1948 — Рик Парфитт (ум. 2016), вокалист, автор песен и ритм-гитарист британской рок-группы «Status Quo».
- 1958 — Михаил Леонтьев, российский журналист и публицист, ведущий телепередачи «Однако».
- 1960 — Алексей Кудрин, российский политик и экономист, председатель Счётной палаты (с 2018).
- 1962 — Аминату Туре, сенегальская женщина-политик, премьер-министр Сенегала (2013—2014).
- 1964 — Сергей Терентьев, советский и российский рок-гитарист, композитор, участник групп «Ария», «Кипелов», «Артерия».
- 1965 — Генри Акинванде, британский боксёр-профессионал, чемпион мира в тяжёлом весе по версии WBO (1996—1997).
- 1966 — Алексей Кортнев, российский музыкант, автор песен, создатель и солист группы «Несчастный случай».
- 1967 — Саара Куугонгельва, намибийская женщина-политик, премьер-министр Намибии (с 2015).
- 1968 
  - Хью Джекман, австралийский кино- и телеактёр, певец, продюсер, лауреат «Золотого глобуса» и др. наград.
  - Карстен Эмбах, немецкий бобслеист, олимпийский чемпион (2002).
- 1973 — Павел Гудимов, бывший гитарист украинской группы «Океан Ельзи», ныне — вокалист и гитарист группы «Гудімов».
- 1975
  - Марион Джонс, американская легкоатлетка (спринт, прыжки в длину), трёхкратная чемпионка мира.
  - Жоран (наст. имя Жоан Пельтье), франко-канадская певица, пианистка, виолончелистка.
- 1976 — Виктория Исакова, российская актриса театра и кино.
- 1977
  - Жасмин (урожд. Сара Манахимова), российская певица, актриса, телеведущая, фотомодель.
  - Боде Миллер, американский горнолыжник, олимпийский чемпион, 4-кратный чемпион мира
- 1981 — Сунь Тяньтянь, китайская теннисистка, олимпийская чемпионка в женском парном разряде (2004).
- 1988 — Паулина Андреева, российская актриса театра и кино.
- 1990 — Мелоди (наст. имя Мелодиа Руис Гутьеррес), испанская поп-певица.
- 1992 — Джош Хатчерсон, американский актёр и продюсер.
- 1993 — Мурат Гассиев, российский боксёр-профессионал, чемпион мира по версии IBF (2016—2018).
- 1994 — Одетте Джуффрида, итальянская дзюдоистка, чемпионка мира и Европы, призёр Олимпийских игр.

### XXI век
- 2004 — Дарси Линн Фармер, американская актриса эстрады и певица.

## Скончались

### До XIX века
- 322 г. до н. э. — Демосфен (р. 384 г. до н. э.), древнегреческий афинский государственный деятель и оратор.
- 1576 — Максимилиан II (р. 1527), император Священной Римской империи (1564—1576).
- 1730 — Фредерик IV (р. 1671), король Дании и Норвегии (1699—1730).
- 1777 — Александр Сумароков (р. 1717), русский поэт, драматург, литературный критик.

### XIX век
- 1845 — Элизабет Фрай (р. 1780), одна из первых английских феминисток, реформатор тюремной системы в Великобритании.
- 1855 — Пётр Каверин (р. 1794), русский военный деятель, полковник, участник заграничных походов 1813—1815 гг.
- 1867 — Александр Баженов (р. 1835), русский драматург, переводчик, театральный критик, издатель.
- 1870 — Роберт Эдвард Ли (р. 1807), американский генерал времён Гражданской войны, главнокомандующий армией Конфедерации.
- 1875 — Жан Батист Карпо (р. 1827), французский скульптор, живописец и рисовальщик.
- 1881 — Джозайя Гилберт Холланд (р. 1819), американский поэт, писатель, редактор.

### XX век
- 1905 — князь Сергей Николаевич Трубецкой (р. 1862), русский философ, публицист, ректор Московского университета.
- 1914 — князь Олег Константинович Романов (р. 1892), правнук российского императора Николая I.
- 1924 — Анатоль Франс (р. 1844), французский писатель, лауреат Нобелевской премии (1921).
- 1943 — Макс Вертгеймер (р. 1880), чешский психолог, один из основателей гештальтпсихологии.
- 1957 — убит Лев Ребет (р. 1912), украинский публицист и адвокат, один из лидеров ОУН.
- 1965 — Пауль Герман Мюллер (р. 1899), швейцарский химик, лауреат Нобелевской премии по физиологии и медицине (1948).
- 1966 — Артур Лурье (наст. имя Наум Израилевич Лурье; р. 1891), российско-американский композитор и музыкальный критик.
- 1969
  - Серж Поляков (р. 1900), французский живописец, график, керамист российского происхождения.
  - Соня Хени (р. 1912), норвежская фигуристка, трёхкратная олимпийская чемпионка, 10-кратная чемпионка мира.
- 1971
  - Дин Ачесон (р. 1893), государственный секретарь США (1949—1953).
  - Джин Винсент (наст. имя Винсент Юджин Крэддок; р. 1935), американский певец, автор песен, пионер рок-н-ролла.
- 1984 — Константин Хренов (р. 1894), советский учёный, создатель технологии электродуговой и гипербарической сварки.
- 1991 — Аркадий Стругацкий (р. 1925), советский писатель-фантаст, сценарист, переводчик.
- 1992 — Давид Драгунский (р. 1910), советский политик и военный, генерал-полковник, дважды Герой Советского Союза.
- 1993 — Тофик Бахрамов (р. 1926), азербайджанский советский футбольный судья.
- 1994 — Михаил Садовский (р. 1904), советский и российский геофизик-сейсмолог, академик АН СССР.
- 1996
  - Нина Алисова (р. 1918), актриса театра и кино, заслуженная артистка РСФСР.
  - Рене Лакост (р. 1904), французский теннисист, основатель линии модной одежды Lacoste.
- 1998 — Армас Йокио (р. 1918), финский киноактёр и оперный певец.
- 1999 — Уилт Чемберлен (р. 1936), американский баскетболист.

### XXI век
- 2002 — погибла Одри Местре (р. 1974), французская рекордсменка-фридайвер.
- 2009 — Михаил Калатозишвили (р. 1959), грузинский и российский кинорежиссёр, продюсер, актёр, сценарист.
- 2013 — Эдуард Марцевич (р. 1936), актёр театра и кино, педагог, народный артист РСФСР.

## Приметы
- Кириак Отходник. В этот день серые туманы висят: крестьяне говорили: «Печальница Маремьяна выткана из тумана» (сырые туманы — мороки — висят)[9].
- Феофан накинул на солнце кафтан. В древние времена от звёзд этой ночью ждали доброго света. Чтобы изба не выстудилась, на звёзды глядели с полудня, с полуночи. В старину говорили: «У нас под окошком полно репы лукошко»[10].